# Catherine Ashton
Catherine Margaret Ashton, baroneasă Ashton de Upholland, GCMG, PC (n. 20 martie 1956) este o politiciană britanică laburistă.
La 19 noiembrie 2009 Ashton a fost desemnată drept prima Înaltă Reprezentantă a Uniunii Europene pentru politica externă și politica de securitate, funcție pe care a deținut-o începând din ianuarie 2010 până în noiembrie 2014. Anterior, a fost Comisar european pentru Comerț, Lider al camerei Lorzilor și Lord Președinte al consiliului de Coroană.

## Distincții, decorații
- - Baroneasă (1999)
- - Mare Cruce al ordinul sf. Mihail și sf. Gheorghe (2015)
- - Mare Ofițer al ordinul Dublu cruce alb (2014)